# 李杰出
李杰出（英語：Mario Lee，1976年—）是一位中国企业家，数字音乐APP「MOZIK」创始人，北京摩加音乐科技有限公司创始人兼首席执行官。
1998年毕业于中国地质大学人文经济专业，参与创办基于场景听歌的音乐社交APP“你听”，并担任该产品首席运营官。
2015年11月创立北京摩加音乐科技有限公司，担任首席执行官，他曾任新京报传媒副总经理，协助新京报新媒体化，亦曾任滚石移动集团数字音乐部门首席运营官以及新浪科技运营总监。

## 相关资料
1. 1 2 3  . 网易财经. 2016-06-15. （原始内容存档于2018-09-09）.
2. ↑  Cate Cadell. . TechNode. 5 April 2016. （原始内容存档于2021-01-23） （英语）.
3. ↑  . 新华网. 2017-02-09. （原始内容存档于2018-09-09）.
4. ↑  . 36氪. 2015-08-18. （原始内容存档于2018-09-09）.
5. ↑  . 香港矽谷. 2017-04-18.
6. ↑  . CNKI. 2016-07-12. （原始内容存档于2018-09-09）.
7. ↑  . 腾讯网. 2012-11-14. （原始内容存档于2019-03-27）.
8. ↑  . TechNode. 2015-08-19. （原始内容存档于2018-09-09）.
9. ↑  . VR网. 2016-07-13. （原始内容存档于2018-09-09）.